# Pilha de estéril

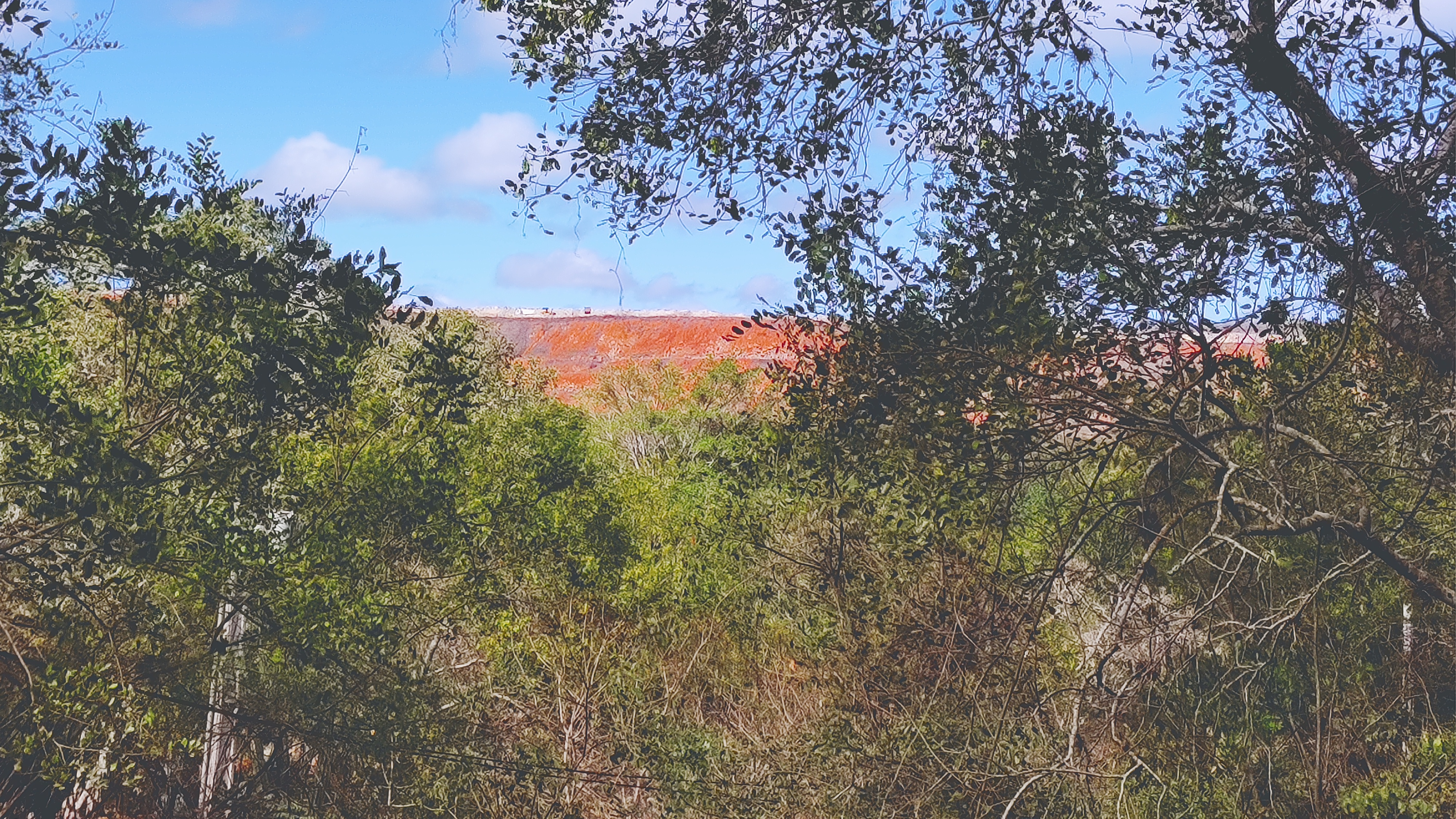
Pilha de estéril da Unidade de Concentrado de Urânio da INB, em Caetité, na Bahia

Pilha de estéril em mineração é o nome que se dá ao depósito de uma quantidade grande de materiais de pouco ou nenhum valor econômico resultante da produção de uma mina, e que forma uma pilha de material pobre no minério que se está explorando, ou seja, estéril.
Estéril é conceituado na mineralogia como a "rocha que faz parte do depósito, mas que não é minério. A rocha estéril é lavrada para que a lavra do minério seja possível e otimizada técnica e economicamente. Em um depósito mineral a rocha estéril geralmente envolve os corpos mineralizados e é denominada “rocha encaixante” ou “hospedeira” do minério".
O estéril era, originalmente, descartado de forma aleatória em local separado da lavra, formando assim um aterro sem qualquer preocupação com os seus impactos, sendo "basculado em ponta de aterro, nas encostas ou terrenos no entorno das minas, formando pilhas de maneira desordenada, em condições precárias de estabilidade. Esses locais eram chamados de bota-fora. As aplicações dessas práticas resultaram em dispendiosos remanejamentos, com questionável estabilidade geotécnica, desastres ecológicos, perda de equipamentos, instalações e até fatalidades." Essa situação passou a mudar a partir das décadas de 1970 e 1980 de forma que as pilhas passaram a ser planejadas, cumprindo atualmente as exigências ambientais, sociais e de segurança, de forma que sua constituição obedece a critérios rigorosos. "Os estéreis são descartados em forma de pilha pré-definida na condição natural. A disposição deste material se dá de forma contínua durante toda a etapa de extração na lavra, sendo instalado em áreas disponíveis nas proximidades do empreendimento".